# Issoria erebina
Issoria erebina är en fjärilsart som beskrevs av Charles Oberthür 1919. Issoria erebina ingår i släktet Issoria och familjen praktfjärilar. Inga underarter finns listade i Catalogue of Life.